# Islay Watson
Islay Watson (Aviemore, 15 de octubre de 2000) es una deportista británica que compite en vela en la clase iQFoil.
Ganó una medalla de plata en el Campeonato Mundial de IQFoil de 2021 y dos medallas de plata en el Campeonato Europeo de IQFoil, en los años 2020 y 2021.

## Palmarés internacional
| \| Campeonato Mundial \| Campeonato Mundial \| Campeonato Mundial \| Campeonato Mundial \| \| Año \| Lugar \| Medalla \| Clase \| \| ------------------ \| ------------------ \| ------------------ \| ------------------ \| \| 2021 \| Silvaplana (Suiza) \| Medalla de plata \| iQFoil \| \| Campeonato Europeo \| \| \| \| \| Año \| Lugar \| Medalla \| Clase \| \| 2020 \| Silvaplana (Suiza) \| Medalla de plata \| iQFoil \| \| 2021 \| Marsella (Francia) \| Medalla de plata \| iQFoil \| |                    |                  |        |
| Campeonato Mundial |                    |                  |        |
| Año | Lugar              | Medalla          | Clase  |
| 2021 | Silvaplana (Suiza) | Medalla de plata | iQFoil |
| Campeonato Europeo |                    |                  |        |
| Año | Lugar              | Medalla          | Clase  |
| 2020 | Silvaplana (Suiza) | Medalla de plata | iQFoil |
| 2021 | Marsella (Francia) | Medalla de plata | iQFoil |